# Żerawka
Żerawka lub Żyrawka (ukr. Жиравка) – dawna wieś nad Tupą, obecnie w granicach wsi Bedrykowce na Ukrainie w rejonie czortkowskim obwodu tarnopolskiego. Stanowi zachodnią część Bedrykowiec.

## Historia
Żyrawka to dawniej samodzielna wieś, która w połowie XIX w. stanowiła odrębną w gminę jednostkową w Bezirk Borszczów Królestwa Galicji i Lodomerii (226 mieszkańców w 1854 roku). Następnie zniesiona i połączona w jedną gminę ze Bedrykowcami; w 1890 roku liczyła 50 domów i 274 mieszkańców.
W międzywojniu w II RP (vide gmina XX). Po II wojnie światowej włączona w struktury ZSRR.